# Ahmetli, Sarayköy
Ahmetli là một thị trấn thuộc huyện Sarayköy, tỉnh Denizli, Thổ Nhĩ Kỳ. Dân số thời điểm năm 2010 là 709 người.